# Dualismus (Religion)
Der religiöse Dualismus ist eine Weltanschauung, die im ersten Jahrtausend vor Christus entstanden ist. Man findet ihn in Ostasien und Südasien genauso wie in Vorderasien und im Abendland.
In der dualistischen Weltsicht besteht die Wirklichkeit aus zwei Sphären, die einander absolut entgegengesetzt sind.
Dabei werden nicht nur zwei Welten, sondern auch zwei ewige Gottheiten als Schöpfer unterschieden, die diese Welten hervorgebracht haben.
Einer unsichtbaren, geistigen Welt steht die sichtbare, materielle Welt gegenüber.
Häufig wird auch eine Welt des Lichts von einer Welt der Finsternis unterschieden.
Die unsichtbare geistige Welt ist die Schöpfung eines guten Gottes, während die materielle Welt auf das Wirken eines bösen Gottes zurückgeht.
Der Dualismus kann an unterschiedlichen Orten und zu unterschiedlichen Zeiten unterschiedliche Form annehmen. Eine der strengsten Formen findet man am Ende des Altertums im Manichäismus, der auf den Iraner Mani zurückgeht. Auch die ersten Zoroastrier der Antike und die Katharer des 12. Jahrhunderts vertraten eine dualistische Lehre.

## Dualismus in den christlichen Kirchen
Die dualistische Lehre wurde durch die offizielle christliche Theologie immer als Häresie verurteilt. Während das Glaubensbekenntnis von Chalkedon betont, dass Jesus Christus „wahrer Gott und wahrer Mensch“ gewesen sei (siehe Trinität), lehnt der Dualismus diese Lehre ab, weil Christus mit einem materiellen Leib Anteil an der Welt und damit an der Schöpfung des Satans gehabt habe, die als böse gilt.
Das Konzil zu Braga (Portugal) beschloss 561 folgenden Lehrsatz:
13. Si quis dicit, creationem universae carnis non opificium Dei, sed malignorum esse angelorum, sicut Manichaeus et Priscillianus dixerunt, anathema sit.
(Wenn einer sagt, die Erschaffung der fleischlichen Welt sei nicht das Werk Gottes, sondern gefallener Engel, wie Manichaeus und Priscillianus gesagt haben, der sei ausgeschlossen.)
Mit dem von Gabriele Bitterlich gegründeten Engelwerk entstand im 20. Jahrhundert eine dualistische Bewegung innerhalb der römisch-katholischen Kirche.